# Johann von Kaltental (I.)
Johann von Kaltental (auch: Johans oder Johannes, sowie in der Literatur zur Unterscheidung von seinem gleichnamigen Sohn auch Johann (I.), * vor 1278,  † vor 1313) war ein Ritter sowie Burggraf von Kaltental und Herr von Aldingen.

## Lebenslauf
Johann war der Sohn des Burggrafen Walter von Kaltental aus der Familie von Kaltental, die dem schwäbischen Niederadel angehörte. Eine erste urkundliche Erwähnung fand Johann als seinem Vater im Jahr 1278 das Lehen Aldingen durch Graf Ulrich von Asperg verliehen wurde. Das Lehen wurde ausdrücklich auch Walters Söhnen verliehen. Neben seinem Bruder Gotzo wurde Johann dabei namentlich genannt. ("[...] Waltero burgravio de Kaltental, Johanni, Gotzoni ceterisque filiis [...]" - "[...] an Walter von Kaltental, Johann, Gotzo und seine anderen Söhne [...]")
1299 wurde Johann erstmals in einer Urkunde als Burggraf von Kaltental erwähnt sowie 1303 als Dienstmann des Grafen Eberhard dem Erlauchten. Das Aldinger Lehensverhältnis wurde ihm gegenüber 1307 durch Graf Ulrich II. von Asperg bestätigt, 1308 ging die Aldinger Lehenshoheit von den Asperger Grafen durch Verkauf auf das Haus Württemberg über, in deren Dienst sich Johann als kaltentalischer Burggraf ohnehin bereits befand.
Johann war mit Elisabeth von Hundersingen verheiratet. Sie war die Tochter des Rudolf von Hundersingen zu Hedelfingen. Das Paar hatte vier Söhne:
- Johann (II.)
- Rudolph
- Walter
- Dietrich